# 毛昭寰
毛昭寰（英語：William Mow，1936年4月18日—2008年）毛邦初之子，原籍浙江奉化，1959年壬色列理工學院電機系畢業，1967年获美国普渡大学电机工程学博士学位。
毛昭寰曾于1969年创办电子公司Macrodata Corp.（波乍仑攀集团，在世界20多个国家地区拥有分支机构），并发明了重要的一类半导体测试仪器，对后来的电子测试产业具有重要影响。
毛昭寰于1977年创办著名时装公司“号角男孩”（简称B.B.），营业额曾一度高达5亿美元（1992年），在18个国家设有生产厂家，被美国时装业界视为成功创业的典范。2001年經營不善宣告破產。
毛昭寰为纪念毛家来（浙江奉化人）及父母抚养教育之恩，與其兄毛昭宙共同在国立台湾大学與壬色列理工學院设立「毛氏奖学金」。